# Cereus stenogonus
Cereus stenogonus ist eine Pflanzenart in der Gattung Cereus aus der Familie der Kakteengewächse (Cactaceae). Das Artepitheton stenogonus leitet sich von den griechischen Worten stenos für ‚schmal‘ sowie gonia für ‚Kante‘ ab und verweist und verweist auf die schmalen Rippen der Art.

## Beschreibung
Cereus stenogonus wächst baumförmig mit spärlichen bis reich verzweigten, aufrechten Trieben und erreicht Wuchshöhen von bis zu 8 Meter. Es ist ein deutlicher, stark bedornter Stamm vorhanden. Die zylindrischen, blaugrünen Triebe sind später hell glaukgrün und weisen Durchmesser von 6 bis 9 Zentimeter auf. Es sind vier bis fünf tief gekerbte, hohe Rippen vorhanden. Die in den Einkerbungen sitzenden Areolen stehen weit voneinander entfernt. Die aus ihnen entspringenden meist drei bis vier, spreizenden, konischen Dornen sind an ihrer Basis dick bis zwiebelförmig. Sie sind gelb mit einer schwarzen Spitze oder schwarz und bis zu 7 Millimeter lang.
Die etwas rosafarbenen Blüten sind 20 bis 22 Zentimeter lang. Die bis zu 10 Zentimeter langen, eiförmigen Früchte sind rot. Sie enthalten ein rotes Fruchtfleisch.

## Verbreitung, Systematik und Gefährdung
Cereus stenogonus ist in Brasilien, Paraguay sowie den argentinischen Provinzen Chaco, Corrientes und Misiones bis in 500 Metern Meereshöhe verbreitet.
Die Erstbeschreibung wurde 1899 von Karl Moritz Schumann veröffentlicht. Ein nomenklatorisches Synonym ist Piptanthocereus stenogonus (K.Schum.) F.Ritter (1979).
In der Roten Liste gefährdeter Arten der IUCN wird die Art als „Least Concern (LC)“, d. h. als nicht gefährdet geführt.

## Nachweise